# Lill-Holmsjön, Lappland
Lill-Holmsjön är en sjö i Vilhelmina kommun i Lappland och ingår i Ångermanälvens huvudavrinningsområde. Sjön har en area på 0,317 kvadratkilometer och ligger 345,1 meter över havet. Sjön avvattnas av vattendraget Risån.

## Delavrinningsområde
Lill-Holmsjön ingår i det delavrinningsområde (716321-155460) som SMHI kallar för Utloppet av Lill-Holmsjön. Medelhöjden är 371 meter över havet och ytan är 1,38 kvadratkilometer. Räknas de 31 avrinningsområdena uppströms in blir den ackumulerade arean 341,92 kvadratkilometer. Risån som avvattnar avrinningsområdet har biflödesordning 3, vilket innebär att vattnet flödar genom totalt 3 vattendrag innan det når havet efter 291 kilometer. Avrinningsområdet består mestadels av skog (72 procent). Avrinningsområdet har 0,32 kvadratkilometer vattenytor vilket ger det en sjöprocent på 23 procent.